# Tacuapan
Tacuapan är en ort i Mexiko.   Den ligger i kommunen Cuetzalan del Progreso och delstaten Puebla, i den sydöstra delen av landet, 190 km öster om huvudstaden Mexico City. Tacuapan ligger 312 meter över havet och antalet invånare är 509.
Terrängen runt Tacuapan är kuperad åt sydväst, men åt nordost är den platt. Runt Tacuapan är det tätbefolkat, med 383 invånare per kvadratkilometer. Närmaste större samhälle är Ciudad de Cuetzalan, 8,5 km sydväst om Tacuapan. I omgivningarna runt Tacuapan växer huvudsakligen savannskog.